# マテウス・ルイス・ヌネス
マテウス・ルイス・ヌネス（Matheus Luiz Nunes, 1998年8月27日 - ）は、ブラジル・リオデジャネイロ出身のサッカー選手。プレミアリーグ・マンチェスター・シティFC所属。ポルトガル代表。ポジションはミッドフィールダー。

## クラブ経歴
リオデジャネイロ生まれで、12歳の時に母親と継父とともにリスボン県エリセイラに移住した。地元のクラブ「Grupo Desportivo União Ericeirense」でサッカーを始め、短期間だが家族のパン屋を手伝っていたこともあった。2015-16シーズンにEriceirenseでデビューを果たした。2017年のプレシーズンには、クルーベ・オリエンタル・デ・リジュボアのトライアルに参加したが、太ももの怪我のために契約には至らなかった 。
2018年夏、GDエストリル・プライアと契約した。10月14日、ヴァルジンSC戦に先発出場しリーガプロデビューを果たしたが、前半終了直前に負傷交代した。シーズンのほとんどの期間をリザーブチームで過ごした。
2019年1月29日、スポルティングCPに移籍した。移籍金は50万ユーロで、契約解除金は6000万ユーロに設定され、5年半の契約を締結した。2020年6月4日、ヴィトーリアSC戦に後半から出場し、移籍後初出場を果たした。2021年1月2日、SCブラガ戦でプリメイラ・リーガ初ゴールを挙げた。2月1日、SLベンフィカとのリスボンダービーで、後半アディショナルタイムに決勝点となるゴールを挙げて勝利に貢献した。
2022年8月17日、ウルヴァーハンプトン・ワンダラーズFCにクラブ史上最高額の移籍金で移籍し、5年契約（1年延長オプション）を結んだ。
2023年9月1日、マンチェスター・シティFCに移籍した。5年契約で、移籍金は5300万ポンドとみられている。

## 代表経歴
2021年8月8日、ポルトガルに10年間居住した後に、ポルトガル国籍を取得した。
23歳の誕生日を迎えた2021年8月下旬、2022 FIFAワールドカップ予選のチリ代表とアルゼンチン代表、ペルー代表戦に臨むブラジル代表メンバーに、イギリスのクラブでプレーする9人の選手の代役の1人として、チッチ監督により招集されたが、COVID-19のワクチン接種を完了していなかったため最終的には代表チームに合流しなかった。
その後、ポルトガル代表の監督だったフェルナンド・サントスの説得によって、ヌネスは出生国のブラジルではなくポルトガルの代表選手になることを選択した。そしてブラジル代表に招集されてから約一ヶ月後の9月30日、ヌネスはフェルナンド・サントス監督率いるポルトガル代表の選手としてルクセンブルク代表とカタール代表との試合に向けたメンバーの1人に選ばれた。
2022年11月10日、W杯カタール大会に臨むメンバーの1人に選ばれた。

## 代表歴

### 出場大会
- ポルトガル代表
  - 2022 FIFAワールドカップ

### 試合数
- 国際Aマッチ 16試合 2得点（2021年-）[23]

| ポルトガル代表 | 国際Aマッチ | 国際Aマッチ |
| 年             | 出場        | 得点        |
| -------------- | ----------- | ----------- |
| 2021           | 3           | 0           |
| 2022           | 8           | 1           |
| 2023           | 0           | 0           |
| 2024           | 5           | 1           |
| 通算           | 16          | 2           |

## タイトル

### クラブ
スポルティングCP
- プリメイラ・リーガ: 2020-21[24]
- タッサ・ダ・リーガ: 2020-21[25], 2021-22
- スーペルタッサ・カンディド・デ・オリベイラ: 2021[26]

マンチェスター・シティ
- FIFAクラブワールドカップ: 2023